# Salaam Cinema
Salaam Cinema (en persa: سلام سینما) es una película iraní realizada por Mohsen Makhmalbaf en 1995.
Realizada como un documental, la película comienza con una escena en la que se ve una muchedumbre esperando delante de un estudio de cine. Después de un anuncio del director de la película en un periódico, solicitando 100 actores y actrices, se presentan miles de candidatos. Delante de una cámara de cine, se les pide que expliquen sus motivos para querer actuar en una película. 